# Dagen
Dagen är en tidning som vill se "ett samhälle som är genomsyrat med kristen tro och kristna värderingar". Tidningen betecknar sig som partipolitiskt obunden på kristen grund. Upplagan var 16 000 år 2017 och 16 600 år 2021. År 2022 var upplagan 16 400 varav 10 500 digital upplaga. År 2023 var upplagan 15 800 varar 10 300 digital upplaga.
Dagen står på opinionsplats för en kristen värdekonservatism i moralfrågor.

## Historia

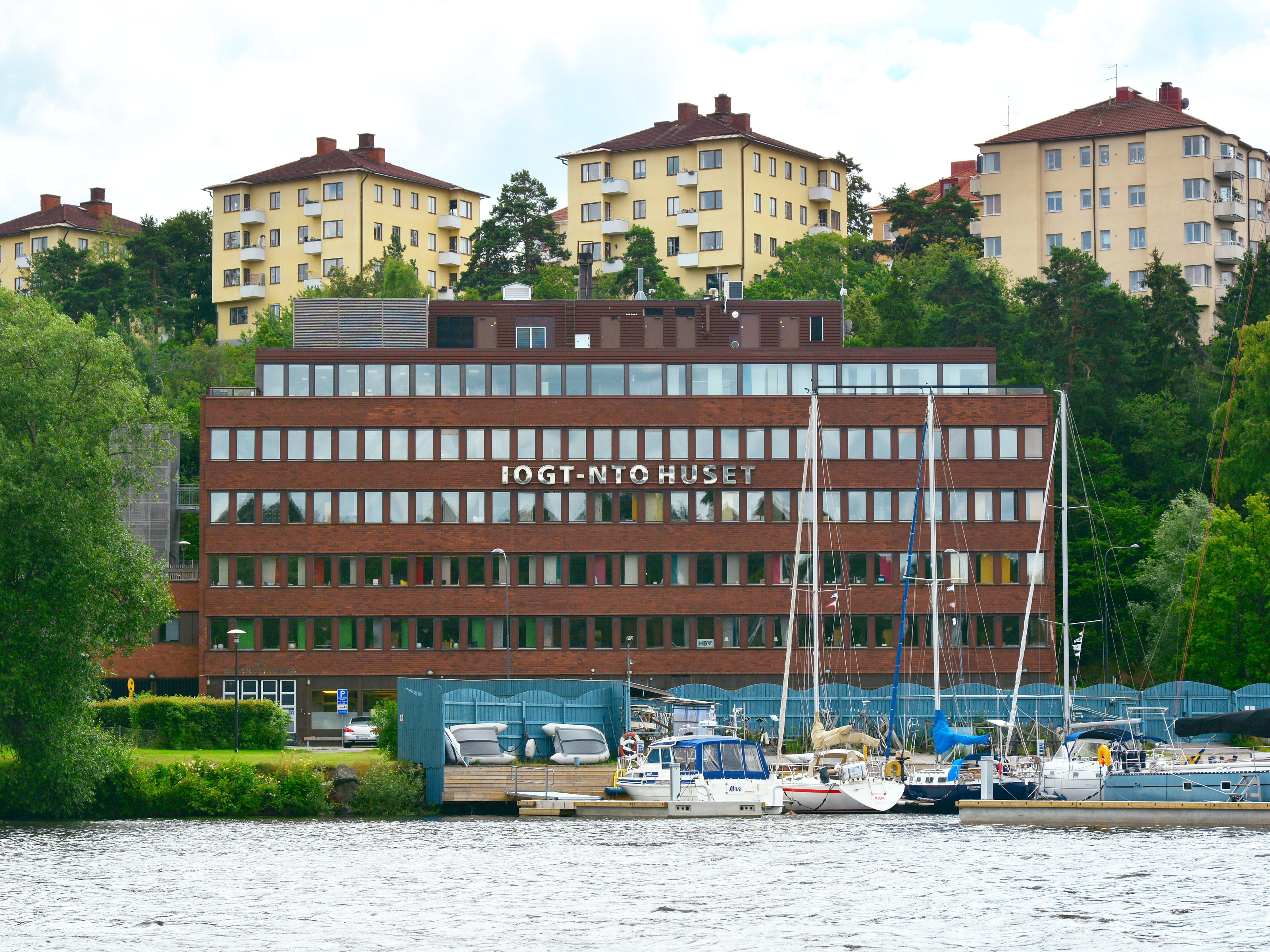
Det tidigare Dagenhuset på Stora Essingen

Första numret av Dagen utkom den 1 november 1945. Projektet startades och drevs av svenska pingströrelsens dåvarande frontfigur Lewi Pethrus. Pengarna kom från Filadelfiaförsamlingen i Stockholm och en del privatpersoner i pingströrelsen, som till exempel ordförande i Yxhultskoncernen (Ytong-tegel) Erik Carlén i Hällabrottet och textilfabrikören KG Ottosson i Falköping. Pethrus, Carlén och Ottosson utgjorde också styrelsen för tidningsaktiebolaget Dagen. KG Ottosson var under många år en stor finansiär och ekonomisk garant för tidningens existens. När hans textilimperium föll fick pingstförsamlingarna överta det ekonomiska ansvaret för tidningen som då bland annat finansierades via aktieteckningar, gåvobrev och flera riksinsamlingar. Erik Carlén sköt också till pengar speciellt under den ekonomiska krisen vid Sverre Larssons tillträde som VD 1964. Carlén satt i Dagens styrelse i över 20 år. Fram till 1965 utkom tidningen sex dagar i veckan, vilket dock blev ekonomiskt ohållbart och man beslutade sig för att ge upp måndagsnumret. Hösten 1947 flyttade Dagen till det egna tryckeriet, AB Godvil, där tidningen trycktes fram till 1968. 
År 1961 var tidningen i ekonomisk kris och Lewi Pethrus lyckades rädda den genom att få en stor grupp av pingstförsamlingar att köpa aktier i Tidnings AB Dagen. Samma år blev Sven Lindahl VD. År 1968 moderniserades tidningen genom bland annat övergång till tabloidformat. Tryckorten byttes också från Stockholm till Örebro. Den före detta fiskgrossisten Sverre Larsson, som värvades av Lewi Pethrus, var under många år VD för såväl tidningen Dagen som hela Dagengruppen.
År 1971 fick Dagen för första gången presstöd av svenska staten. Därmed var inte längre frivilliga insamlingar nödvändiga för att hålla tidningen vid liv. År 1977 flyttade redaktionen till Stora Essingen och det då nybyggda egna Dagenhuset. Där inhystes även övriga delar av det som nu var medieföretaget Dagengruppen: Förlaget Filadelfia som gav ut böcker, Prim Records som gav ut skivor, Ibra Radio, TV-Inter och Ordet Film & Video. 
Beslutet att satsa på egna medier berodde på att pingströrelsen kände sig motarbetad av Sveriges Radio och ledande svenska dagstidningar, men var inte okontroversiellt. Bland andra Sven Lidman, redaktör för Evangelii Härold, lär ha varit motståndare till idén. [källa behövs]
Mellan 1999 och 2004 bar tidningen titeln Nya Dagen. 2003 flyttade tidningen till Telefonplan i Stockholm, för att sedan i oktober 2010 flytta till Kungsholmstorg i Stockholm där man delar hus med Berling Media, som ger ut bland annat Kyrkans Tidning.
2004 började Dagen ge ut ungdomstidningen Gyro, som under 2006 slog sig samman med magasinet Ung Tro och sedermera bytte namn till Ikon 1931. Magasinet lades ner sommaren 2013 av ekonomiska skäl.
2008 titulerades den Sveriges 29:e bästa sajt (och fjärde bäst bland de digitala dagstidningarna) av Internetworld. 2009 nominerades den av branschorganisationen Tidningsutgivarna som Sveriges bästa digitala dagstidning, endast slagen av Dagens Nyheter.

## Redaktörer
- 1945–1946 Lewi Pethrus, huvudredaktör
- 1947–1947 Jack Hårdstedt,  huvudredaktör
- 1947–1951 Lewi Pethrus, huvudredaktör
- 1952–1957 Pierre Backman, huvudredaktör
- 1958–1970 Lewi Pethrus, chef
- 1970–1974 Lewi Pethrus, chefredaktör
- 1974–1985 Olof Djurfeldt, chefredaktör
- 1985–1991 Olof Djurfeldt, chefredaktör ledare kultur
- 1985–1991 Arne Winerdal, chefredaktör
- 1991–1996 Olof Djurfeldt, chefredaktör
- 1997–2007 Daniel Grahn, chefredaktör
- 2007–2010 Elisabeth Sandlund, chefredaktör
- 2010–2013 Daniel Grahn (som publisher, det vill säga både VD och chefredaktör)
- 2013– Felicia Ferreira, publisher

## Andra kända journalister som varit eller är verksamma vid tidningen
- Lars Adaktusson
- Ylva Eggehorn
- Per Grevér
- Emanuel Karlsten
- Anette Novak
- Elisabeth Sandlund
- Yrsa Stenius
- Dan Svanell
- Siewert Öholm

## Ägandeförhållande
Dagen ägs sedan 2010 av den norska mediekoncernen Mentor medier, som i sin tur delägs av bland annat Pingst förvaltning (Sveriges pingstförsamlingar), samt frikyrkosamfunden Equmeniakyrkan, Evangeliska Frikyrkan och Svenska Alliansmissionen. I den svenska delen av koncernen ingår också bokförlaget Libris.

## Månadsmagasin
Dagen ger numera inte ut några månadsmagasin. Man har tidigare bland annat gett ut magasinen Du & Jag (tillsammans med Pingst FFS), Trons Värld, Petrus (i olika omgångar) samt ungdomsmagasinet IKON 1931.